# ویلهلم لانگه
ویلهلم لانگه (دانمارکی: Vilhelm Lange; ۲۰ دسامبر ۱۸۹۳ – ۱۷ نوامبر ۱۹۵۰) ژیمناست هنری اهل دانمارک بود.